# Erwin Kraus

Erwin Kraus

Erwin Kraus (* 26. Mai 1894 in Karlsruhe; † 11. August 1966 in München) war ein deutscher Politiker (NSDAP) und Korpsführer des NSKK.

## Leben und Wirken
Nach dem Besuch des Realgymnasiums in Karlsruhe studierte Erwin Kraus Maschinenbau an der Technischen Hochschule in Karlsruhe. Von 1914 bis 1918 nahm er mit dem Reserve-Infanterie-Regiment 235 und mit der Fliegertruppe am Ersten Weltkrieg teil. In der Nachkriegszeit gehörte er dem Freikorps Berlin, dem Grenzschutz Ost und einem Verband im Baltikum an. In den 1920er Jahren bekleidete Kraus leitende Stellungen in der Industrie und im Verkehr, so war er ab 1929 freier Sachverständiger für Kraftfahrwesen und Maschinen in München und Stuttgart. 
Kraus wurde 1923 erstmals Mitglied der NSDAP und trat der Partei nach deren Verbot vermutlich zum 1. Juni 1930 erneut bei (Mitgliedsnummer 247.608). Außerdem wurde er Mitglied im NSKK und fungierte als technischer Berater des NSKK und der Motor-SA. Von 1930 bis Mai 1933 war Kraus Führer der Gruppenstaffel Südwest in Stuttgart. Anschließend war er von Mai 1933 bis zum Sommer 1935 Amtschef Technik und Kraftfahrinspekteur Süd des NSKK. Seit 1935 war er schließlich Inspekteur für technische Ausbildung und Geräte des NSKK und fungierte aufgrund seiner technischen Fachkompetenz als rechte Hand Adolf Hühnleins. Beim NSKK erreichte er den Rang eines Obergruppenführers. Von 1933 bis 1942 gehörte er zudem der Obersten Nationalen Sportbehörde für die deutsche Kraftfahrt an und betätigte sich als Delegierter in internationalen Gremien des Rennsports. Von März 1936 bis zum Ende der NS-Herrschaft im Frühjahr 1945 saß Kraus als Abgeordneter für den Wahlkreis 31 (Württemberg) im nationalsozialistischen Reichstag. 

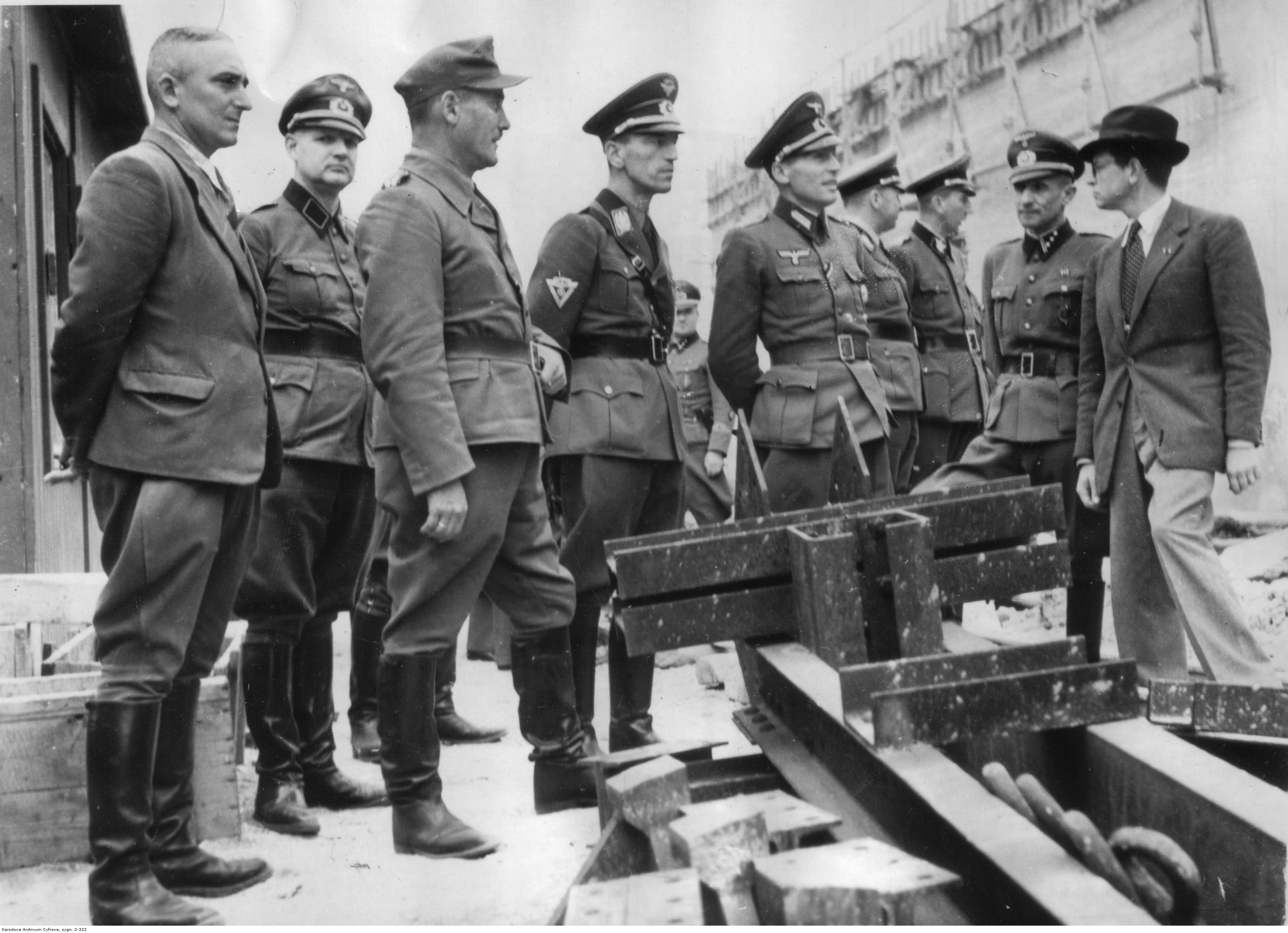
Erwin Kraus (in der Mitte) bei einer Inspektion der NSKK-Truppe an der Westfront, August 1942

Nach dem Tod Hühnleins wurde Kraus am 21. Juni 1942 zum Korpsführer beim NSKK ernannt und blieb in diesem Amt bis zum Mai 1945. In der Endphase des Zweiten Weltkrieges übernahm er darüber hinaus die „motortechnische Beratung im Volkssturm und die Zusammenstellung von motorisierten Spezialeinheiten“.
Nach Kriegsende befand sich Kraus in alliierter Internierung in Garmisch-Partenkirchen. Nach einem Spruchkammerverfahren in Nürnberg wurde er im November als belastet (Kategorie II) entnazifiziert. Neben einer dreieinhalbjährigen Haftstrafe, auf welche die Internierungshaft angerechnet wurde, wurde ihm eine Geldstrafe von 1000 Mark auferlegt. Er ließ sich in Freiburg nieder. 1953 erfolgten gegen ihn und zwei weitere NSKK-Angehörige Ermittlungen wegen der Ermordung des NSKK-Angehörigen Lukat.